# Generación 12
Generación 12 es una banda de música cristiana fundada en el 2007, originaria de Bogotá, Colombia. Es el ministerio de alabanza de la Iglesia Misión Carismática Internacional, siendo también una de las bandas de música cristiana referentes en Colombia. En sus producciones han colaborado con otros artistas como Christine D'Clario, Miel San Marcos, Redimi2, Marcos Brunet, Fernandinho, Marco Barrientos, Marcela Gándara, Evan Craft, Grupo Barak, DJ PV, entre otros. Cada letra es inspirada en la Palabra de Dios.
La banda ha recibido diversas nominaciones a premios de música durante su trayectoria, como los Premios Arpa, GMA Dove, entre otros.

## Miembros
- Lorena Castellanos (Voz)
- Johan Manjarrez (Voz)
- Sofia Mancipe (Voz)
- Fernando Ramos (Voz - guitarra)
- Estefania Espinosa (Voz)
- Anthony Catacoli (Piano, Productor Musical)
- Isaí Cella (Piano)
- Mardonio Córdoba (Bajo)
- Iván Contreras (Bajo, producción musical)
- Sergio Rojas (Bajo)
- José Luis Uriza (Batería)
- Paola Sánchez (Batería)
- Andrés Castro (Guitarra eléctrica)
- Leonardo Cabrera (guitarra eléctrica)
- Andrés Mazuera (guitarra eléctrica)
- Jairo Zuluaga (guitarra eléctrica)

## Discografía

### Álbumes
- 2007: Nueva nación[7]
- 2009: El mundo cambiará[7]
- 2011: Somos uno[7]
- 2012: Despierta mi corazón

- 2013: Llegó la Navidad
- 2014: Mientras viva (En vivo desde Sudamérica)
- 2014: Remix 1.2
- 2015: Emanuel (Instrumental)
- 2015: Tú nos salvarás
- 2016: Seamos Luz
- 2018: Todo Lo Haces Nuevo
- 2019: Todo Lo Haces Nuevo (Acústico)
- 2020: Esto es un Avivamiento
- 2020: El Llamado (Instrumental)
- 2021: Sana Nuestra Nación
- 2021: Live Sessions
- 2021: Sana Nuestra Nación Ft. Daniel Calveti, Maverick City Music, Musiko y Edgar Aguilar
- 2021: Especial de Navidad - Gozo En La Tierra
- 2022: Tu reino esta aquí Ft. Edward Rivera, Lau Guerra
- 2023: Generación 12 & Gateway Worship Español (Amazon Music) [8]
- 2023: Obra de tu Amor - Generación 12 & Lead

## Premios y reconocimientos
La banda ha sido nominada en tres ocasiones a los Premios Dove, siendo ganadores en 2023 por su álbum Tu Reino Está Aquí.